# Битва (Кобилянська)
Битва – новела Ольги Кобилянської написана у 1895 році. У 1901 році була видана німецькою мовою у збірці «Малоруські новели» у м. Мінден (Німеччина).

## Історія створення
Новела написана на підставі особистих вражень автора від вирубки лісу. Про це  Ольга Кобилянська згадує у своїй автобіографії «Про саму себе».

## Сюжет
Карпатські гори, вкриті віковічними лісами, стоять у своїй величі. Навкруги панує таємна тиша. У лісах щільно зростають сосни із пишними кронами. Де-не-де на землі лежать великі старі дерева, що впали від віку або розколоті громом, а поруч із ними буяють гнучкі молоді дерева. Інколи чується спів птахів. 
Раптом тиша порушується свистом паровоза, який привозить у гірську долину людей. Вони озираються навкруги, не наважуючись ступити на край лісу.  Та один з них б’є топірцем по дереву. Дерево здригається, бо ніколи за все своє життя не чуло топора. Звук удару розходиться по лісу і чується одне слово: «Зрубати!». Це слово хвилею біжить лісом… Затьмарюється небо, починається дощ. Він затягує сухе гілля, квіти, кусні землі  та біжить брудним потоком. У лісі темніє...
Хмарним ранком починається битва. Залізницею у долину прибуває поїзд, який привозить ворога. Ворог поганого виду, із грубим обличчям, у подертій одежі, озброєний топорами та ланцюгами.
Дерева, що стояли у лісі століття, не вірять у можливий напад. Та ворог нападає із диким криком. Але, несподівано для себе, натрапляє на опір. Земля роздроблюється під ногами наємників, їх кусають комахи та гаддя, що живе у моху та пнях… Проте ворог йде уперед. Виблискують топори, зрублені дерева немов трупи укладаються один біля одного.
Триває час і поруч із молодими деревами, лягають вікові. На горах чорніють рани…
Але й багато хто з ворогів втрачає життя, або залишається покалічений.
Дерева, які нещодавна стояли гордо, відтепер лежать під ногами. Їх тягнуть до поїзда та везуть довгою дорогою. Везуть повз поселення гуцулів, де йде свято і для яких єдині радість та щастя це природне життя. Вони не розуміють для чого вирубувати ліс. І мовчки дивляться на поїзд, тримаючись подалі від наємників та їх справи. А потім свято продовжується...
Порубані дерева привозять на фабрику та котять на склад. На фабриці з них здирають кору та розпилюють на дошки.
Так, кожного дня протягом семі років, робітники рубають у лісах по сімсот дерев… І гори стоять спустошені та запустілі…

## Цікаві факти
Новела була ілюстрована буковинською художницею Августою Кохановською. 

## Критика
За словами Івана Франка, такі оповідання Ольги Кобилянської, як «Людина» та «Битва» здивували його її незвичайним талантом.
За висловом кандидата філологічних наук Любові Прими, «Битва» - один з перших літературних творів, в якому порушено питання екології та захисту навколишнього середовища.